# 隆线拟闭口蟹
隆线拟闭口蟹（学名：Deiratonotus cristatum），舊屬沙蟹科拟闭口蟹属，今屬沙蟹總科猴面蟹科Deiratonotus属。分布于日本、朝鲜西岸以及中国大陆的福建、山东、渤海湾等地，生活环境为海水，常见穴居于河口的泥滩上或在临海的泥池中。